# Daniela Buccella
Daniela Buccella es una investigadora venezolana que se desempeña como profesora asociada en el Departamento de Química de la Facultad de Artes y Ciencias de la Universidad de Nueva York interesada en la relación entre la química inorgánica y la biología.

## Educación
Se licenció como Química en la Universidad Simón Bolívar (Caracas, Venezuela) y realizó investigaciones bajo la supervisión del profesor Roberto Sánchez-Delgado en el Instituto Venezolano de Investigaciones Científicas. En el año 2003 empezó sus estudios de doctorado en la Universidad de Columbia bajo la supervisión del Prof. Gerard Parkin. Después de doctorarse, realizó una estancia posdoctoral con una beca del NIH en el Instituto de Tecnología de Massachusetts con el profesor Stephen J. Lippard. 

## Líneas de investigación
El laboratorio de la doctora Buccella realiza investigación en el área de Química Bioinorgánica, Biología Química e Imágenes Moleculares, con un enfoque en el desarrollo y aplicación de herramientas moleculares y de imagen para estudiar iones metálicos y metaloenzimas con el propósito de entender los mecanismos que regulan la homeostasis de metales a nivel celular, así como las bases moleculares de la relación que existe entre el desbalance metálico y enfermedades como trastornos neurodegenerativos, diabetes y cáncer.
Sus últimas publicaciones tratan sobre el papel que desempeña el magnesio en la fisiología celular del hígado y el desarrollo de sensores fluorescentes para la detección de iones metálicos. 

## Reconocimientos y distinciones
La doctora Buccella ha recibido distintas becas y premios a lo largo de su carrera científica:
- 2018: Beca Socialog por la Research Corporation for Science Advancement y la Gordon and Betty Moore Foundation.
- 2015: Premio NSF CAREER.
- 2012: Beca Whitehead for Junior Faculty in Biomedical and Biological Sciences.
- 2009-2011: Beca postdoctoral “Ruth Kirschstein” del National Institute of Health.
- 2008: Distinción de estudiante de doctorado sobresaliente “Louis Hammett” de la Universidad de Columbia.
- 2005-2006: Beca “Edith and Eugene Blot”.
- 2005: Premio “Jack Miller” al Asistente de Enseñanza sobresaliente de la Universidad de Columbia.
- 2001: Premio al mejor estudiante de la Universidad Simón Bolívar.

También forma parte del Consejo Editorial de la Revista Metallomics.